# Conrad Laursen

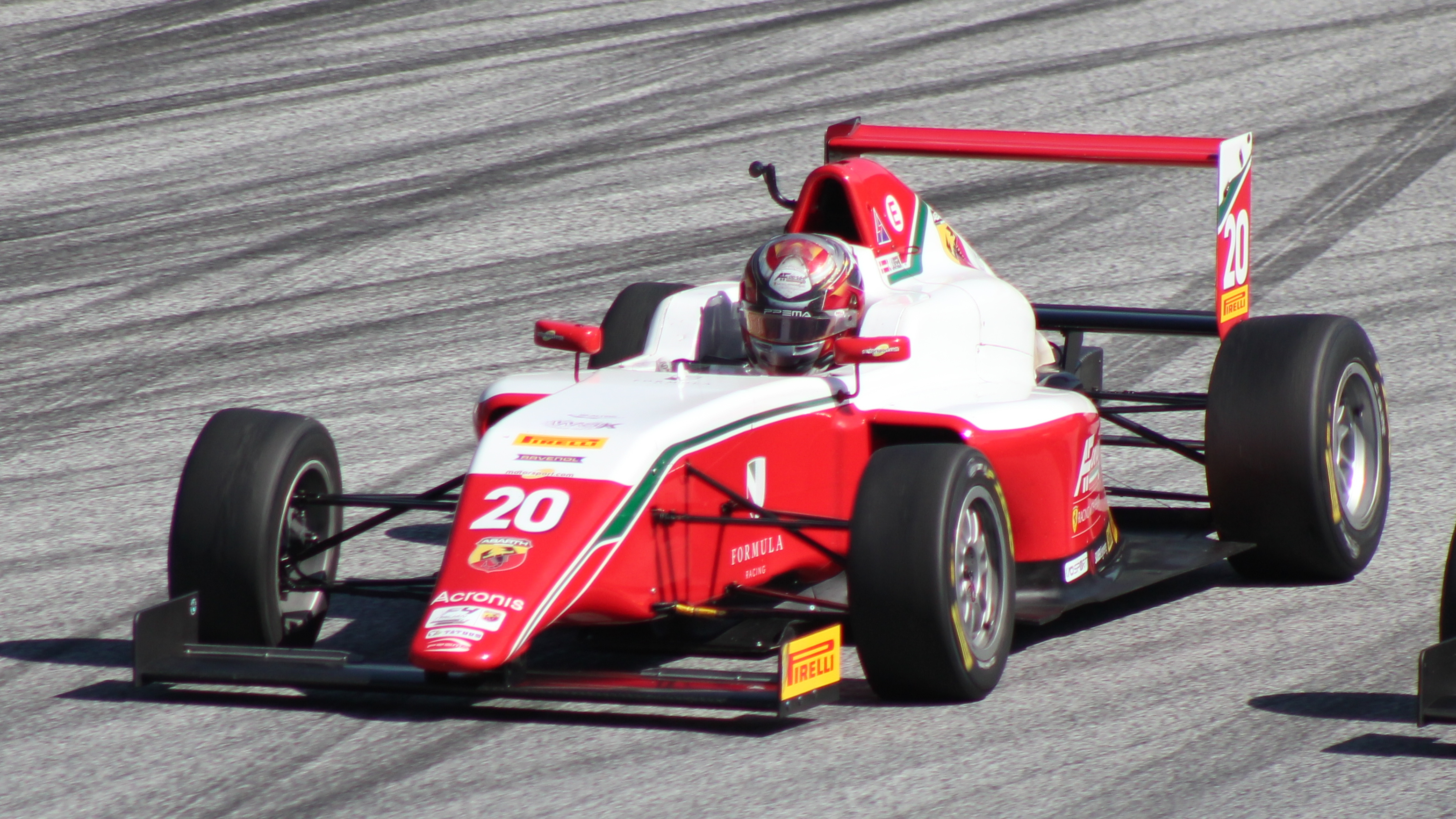
Conrad Laursen bei einem Rennen der Italienischen Formel-4-Meisterschaft 2021 auf dem Red Bull Ring

Conrad Laursen (* 11. Mai 2006 in Kopenhagen) ist ein dänischer Autorennfahrer und der Sohn von Johnny Laursen.

## Karriere als Rennfahrer
Conrad Laursen begann 2015 im Alter von neun Jahren mit dem Kartsport und gewann in seinem ersten Jahr als Rennfahrer die dänische Cadet Mini Meisterschaft. Fünf Jahre lang bestritt er regelmäßig Kartrennen, ehe er 2020 in den Monopostosport wechselte und die dänische Formel-4-Meisterschaft gewann. 2021 und 2022 startete er in der deutschen und italienischen Meisterschaft dieser Rennformel.
2023 fuhr er gemeinsam mit seinem Vater und Nicklas Nielsen auf einem Ferrari 488 GT3 drei Rennen der Asian Le Mans Series. Beste Platzierung des Trios war der 26. Gesamtrang beim 4-Stunden-Rennen von Dubai.

## Statistik

### Karrierestationen
| - 2015–2019: Kartsport - Dänische Formel-4-Meisterschaft 2020: (Platz 1) - Italienische Formel-4-Meisterschaft 2021: (Platz 9) - Deutsche Formel-4-Meisterschaft 2021: (Platz 19) - Italienische Formel-4-Meisterschaft 2022: (Platz 10) - Deutsche Formel-4-Meisterschaft 2022: (Platz 6) |

### Le-Mans-Ergebnisse
| Jahr | Team           | Fahrzeug        | Teamkollege    | Teamkollege   | Platzierung | Ausfallgrund |
| ---- | -------------- | --------------- | -------------- | ------------- | ----------- | ------------ |
| 2024 | Spirit of Race | Ferrari 296 GT3 | Johnny Laursen | Jordan Taylor | Rang 35     |              |

### Einzelergebnisse in der FIA-Langstrecken-Weltmeisterschaft
| Saison | Team           | Rennwagen       | 1   | 2   | 3   | 4   | 5   | 6   | 7   | 8   |
| ------ | -------------- | --------------- | --- | --- | --- | --- | --- | --- | --- | --- |
| 2024   | Spirit of Race | Ferrari 296 GT3 | KAT | IMO | SPA | LEM | SAO | AUS | FUJ | BAH |
| 2024   | Spirit of Race | Ferrari 296 GT3 | 35  |     |     |     |     |     |     |     |